# Offene Bauweise (Gerätebau)
Offene Bauweise nennt man bei Geräten eine Konstruktionsweise, wenn die entscheidenden Bauteile mechanisch offenliegen.
Bei Messinstrumenten hat sie früher vorgeherrscht, ist aber heute meist der geschlossenen Bauweise gewichen. Ihr wichtigster Vorteil gegenüber der letzteren – wo sie verkleidet bzw. ummantelt und damit gegenüber der Umgebungsluft abgeschirmt sind – ist die leichte Zugänglichkeit für Justierung, Kontrolle und allfällige Reparatur. Gravierendster Nachteil ist der starke Einfluss von Strahlung, Lufttemperatur, Wind und Staub.
Bei Vermessungsinstrumenten wie Theodolit und Nivellier hat sich die offene Bauweise vor allem durch die Entwicklungen von Heinrich Wild ab 1920 zur geschlossenen Bauweise gewandelt, als erstes bei den empfindlichsten Teilen wie Fernrohrstützen (Kippachse), Fokussierung (innen statt am Okularauszug) und Justierungs- bzw. Klemmschrauben.
Schaltanlagen für Spannungen von über 100 kV werden meist in offener Bauweise ausgeführt (Freiluftschaltanlage).